# Larnaud
 Larnaud  es una población y comuna francesa, situada en la región del Franco Condado, departamento de Jura, en el distrito de Lons-le-Saunier y cantón de Bletterans.

## Demografía
| 303 | 277 | 292 | 358 | 449 | 493 |
| Para los censos de 1962 a 1999 la población legal corresponde a la población sin duplicidades (Fuente: INSEE [Consultar]) |     |     |     |     |     |